# Jazylka
Jazylka (latinsky: os hyoideum) je kost v krku mezi bradou a hrtanem. Z evolučních důvodů se řadí ke kostem hlavy. Pomocí ligamentum stylohyoideum je zavěšená z obou stran na výběžek spánkové kosti (processus styloideus ossis temporalis). Na jazylce je zavěšen hrtan.
Skládá se z těla jazylky (corpus) a ze dvou párů rohů; horní rohy jsou malé (cornua minora), dolní rohy jsou velké (cornua majora). Tělo jazylky má tvar příčně postavené destičky. Přední plocha je konvexní; hranou je rozdělena na horní a dolní oddíl a často mívá i ve středové čáře svislou hranu. Zadní plocha je konkávní.
Malé rohy jsou krátké, mají válečkovitý až kuželovitý tvar. V dětském věku dlouho zůstávají chrupavkovité, a až do stáří bývají pohyblivě připojené k tělu jazylky pomocí vaziva. Na malé rohy se upíná ligamentum stylohyoideum. Velké rohy jsou téměř pokračováním těla jazylky; jsou dlouhé a na konci paličkovitě ztluštělé pro úpon ligamentum thyrohyoideum. Z nich směrem nahoru vystupují svalové svazky do jazyka (musculus hyoglossus).
Od spodního okraje těla jazylky a od okrajů velkých rohů začíná vazivová blána membrana thyrohyoidea, pomocí které se na jazylku připojuje největší hrtanová chrupavka, tzv. štítná (cartilago thyroidea).
Na jazylku se upíná více svalů probíhajících jednak nahoru (k jazyku, k dolní čelisti, ke stěně hltanu) a jednak dolů (k chrupavce hrtanu, hrudní kosti a lopatce). Činností těchto svalů se mění poloha jazylky vůči krku.